# イビジェカフェ
イビジェカフェはスポーツを中心に取り扱った電子掲示板。マルチリンガルシステムやアンケート機能など、当時最先端の技術を早くから導入した。サイト名の『イビジェカフェ』とは、運営母体である「インターネット・ビジネス・ジャパン株式会社」の略称「IBJ」に由来する。

## 沿革
- 1996年4月1日 - サービス開始。
- 2000年10月5日 - 「ユーザー認証システム」導入。
- 2001年1月11日 - 週間PV数が120万を突破。
- 2001年7月24日 - 「マルチリンガルシステム」導入。
- 2001年7月30日 - インタビューコーナーを設置。
- 2001年8月1日 - リングスチケットのプレゼント企画を開催。
- 2001年9月30日 - 月刊クマモトタウン情報に掲載される。
- 2001年10月8日 - 旅行・音楽・映画カフェ独立。
- 2002年4月12日 - 「リンク集オススメ度」導入。
- 2002年6月18日 - 懸賞「イビジェカフェ・トト」を開催。
- 2002年7月2日 - 週間PV数が1,755,964PVで過去最高を更新。
- 2002年7月15日 - iモードNaviに掲載される。
- 2002年8月13日 - 高校野球特集を開催。
- 2002年9月23日 - アジア大会カフェをオープン。
- 2004年1月24日 - 新認証システム「トリップ機能」導入。
- 2004年2月1日 - ターザンカフェをオープン。
- 2004年2月18日 - 週刊ゴングに掲載される。
- 2008年5月31日 - 夢歌姫のラブショットを設置。
- 2011年頃 - 運営会社の事実上の撤退。運営されているコンテンツのほとんどが機能しなくなる。
- 2020年12月29日 - 唯一運営状態にあったターザンカフェもnoteに移行したことで、同サイトの運営は同日をもって終了となった。

## ターザンカフェ
元週刊プロレスの編集長であるターザン山本（山本隆司）が毎日コラムを寄稿している特別コンテンツがある。

## 認証システム
事前に交付されたユーザーIDとパスワードによって名前を緑色に表示し、本物の選手や関係者本人であることを証明するもの。書き込みが本人であるかどうか確かめるもので、成りすましを防ぐシステムである。カフェ認証システム—新規登録からアカウントを発行できる。

## コンテンツ
イビジェカフェでは、各コンテンツを「カフェ」という名称を用いて分類している。
- サッカーカフェ
- プロレスカフェ
- 格闘技カフェ
- 野球カフェ
- ターザンカフェ
- ノンジャンルカフェ
- オリンピックカフェ
- 競馬カフェ
- ゴルフカフェ
- 映画カフェ
- 芸能カフェ

### 総合掲示板
メインコンテンツ。各カフェのテーマに関する話題を扱う掲示板。ユーザー登録しなくても投稿できる。社会的に関心事の高いテーマに関しては、議論が白熱する。

### バックナンバー
開設当初からの総合掲示板のバックナンバーが保存されている。誰でも閲覧でき、5500を超えるバックナンバーがあるカフェもある。